# Tinténiac
Tinténiac är en kommun i departementet Ille-et-Vilaine i regionen Bretagne i nordvästra Frankrike. Kommunen ligger i kantonen Tinténiac som tillhör arrondissementet Saint-Malo. År 2022 hade Tinténiac 3 877 invånare.

## Befolkningsutveckling
Antalet invånare i kommunen Tinténiac
Referens:INSEE